# Pantropical

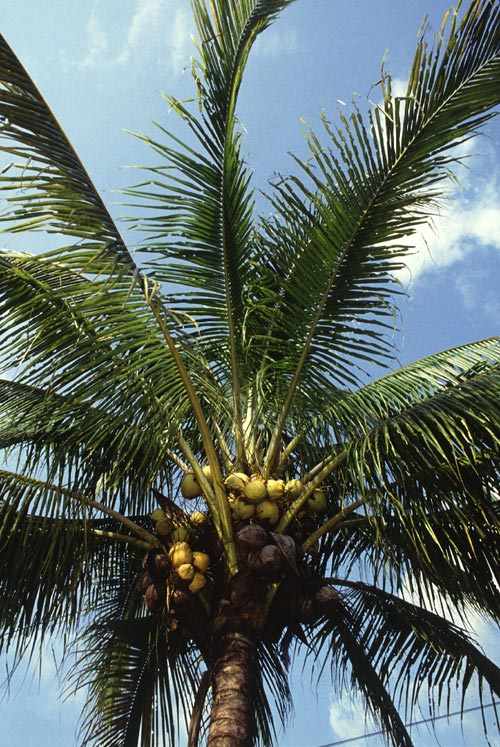
El cocoter és una espècie de distribució pantropical

Pantropical en biologia es refereix al patró de distribució dels organismes. Perquè una distribució d'un tàxon es consideri pantropical ha d'aparèixer en totes les regions tropicals dels grans continents, és a dir d'Àfrica, Àsia i Amèrica.
Les plantes pantropicals són principalment herbàcies però en alguns pocs casos són llenyoses com les palmeres

## Neotropical
En biologia, neotropical fa referència a presentar-se en les regions tropicals del Nou Món, és a dir Amèrica.

## Palaeotropical
En biologia, palaeotropical fa referència a la distribució en els tròpics del Vell Món, és a dir Àfrica i Àsia.